# Santa Bárbara do Pará
Santa Bárbara do Pará är en kommun i Brasilien.   Den ligger i delstaten Pará, i den nordöstra delen av landet, 1 600 km norr om huvudstaden Brasília. Antalet invånare är 17 154.
I omgivningarna runt Santa Bárbara do Pará växer i huvudsak städsegrön lövskog. Runt Santa Bárbara do Pará är det ganska tätbefolkat, med 129 invånare per kvadratkilometer.